# Ferran Pol
Ferran Pol Pérez (* 28. Februar 1983 in Andorra) ist ein andorranischer ehemaliger Fußballtorhüter.
Er stand bereits mehrmals im Kader der andorranische Fußballnationalmannschaft und bestritt am 2. Juni 2010 beim Freundschaftsspiel gegen Albanien sein Länderspieldebüt, als er in der 89. Minute für den andorranischen Stammtorhüter Josep Gómes eingewechselt wurde.